# (73357) 2002 KB
(73357) 2002 KB – planetoida z pasa głównego asteroid okrążająca Słońce w ciągu 2,68 lat w średniej odległości 1,93 j.a. Odkryta 16 maja 2002 roku.